# Maud (buque)
Maud, nombrada por la reina consorte Maud de Noruega, era una nave construida por Roald Amundsen para su segunda expedición al Ártico. Diseñado para su viaje previsto a través del Paso Noreste, el buque fue construido en Asker, un suburbio de la capital noruega, Oslo.
Maud fue botado en junio de 1916 o el 17 de junio de 1917 en Vollen y ceremonialmente bautizado por Amundsen aplastando un trozo de hielo contra su proa.

## Historia

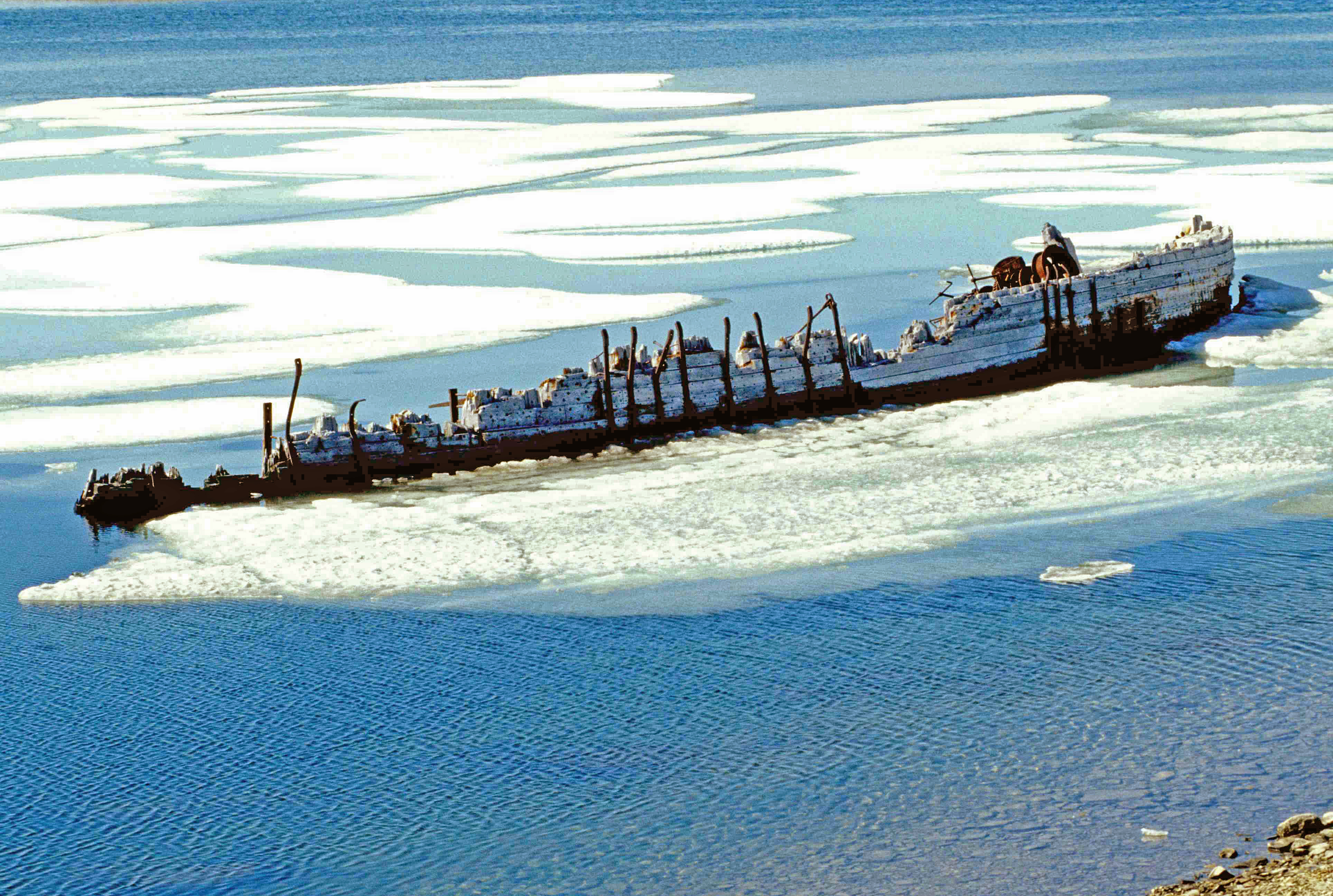
El Maud en Cambridge Bay, en 1998.

Mientras que otros buques utilizados en las exploraciones polares de Amundsen, Gjøa y Fram, se han conservado en el Museo Marítimo noruego, Maud tuvo un destino más robusto. Después de navegar por el Paso Noreste, que no fue planeado y tomó seis años entre 1918 y 1924, terminó en Nome, Alaska, y en agosto de 1925 fue vendido en nombre de los acreedores de Amundsen en Seattle, Estado de Washington.
El comprador fue la Compañía de la Bahía de Hudson, que la renombró como Baymaud. Debía ser utilizada como buque de suministro para los puestos avanzados de la Compañía en el oeste de Canadá. Antes de su viaje final, Baymaud recibió una revisión en Vancouver, Columbia Británica. En el invierno boreal de 1926 se congeló en el hielo en Cambridge Bay, Nunavut, donde se hundió en 1930.
En 1990 el barco fue vendido por la Compañía de la Bahía de Hudson a la ciudad noruega de Asker con la expectativa de que sería devuelta allí. Aunque se emitió un permiso de exportación de bienes culturales, el precio para reparar y mover el buque fue de 230 millones de coronas noruegas (43.200.000 de dólares estadounidenses) y el permiso expiró.

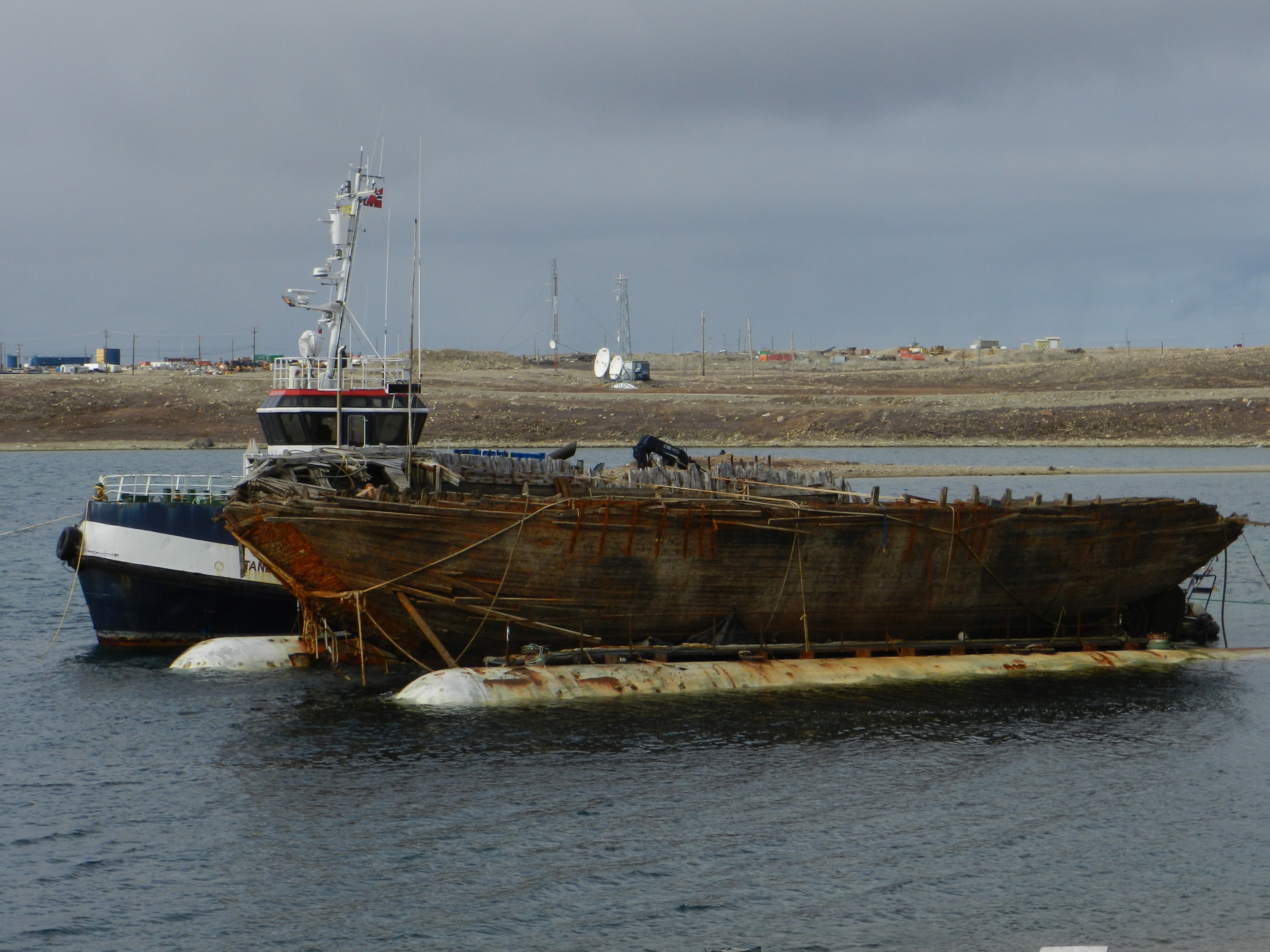
El Maud elevado en 2016.

En 2011 la empresa noruega Tandberg Eiendom AS en el proyecto Maud Returns Home anunció un plan para devolver a Maud a Noruega. Pretenden construir un museo en Vollen para alojarla, cerca de donde fue construida. Afirmaron haber comprado una barcaza para moverla. La preocupación por el plan provino de la comunidad de Cambridge Bay, Parks Canadá, el Gobierno de Nunavut, el Comité Internacional del Patrimonio Polar y algunas personas en su destino. El traslado del buque requeriría otro permiso de exportación del gobierno federal, que rechazó emitir, por falta de "un estudio arqueológico completo".
La decisión fue revocada en apelación en marzo de 2012. La operación de rescate estaba en marcha en el verano boreal de 2015, con un plan para devolver el casco a Noruega en el verano boreal de 2016. El 31 de julio de 2016 se informó de que el casco de Maud había sido elevado a la superficie en preparación para su envío a Noruega.